# Politische Abteilung

Le Politische Abteilung (Département politique), également appelé Gestapo du camp de concentration, est l'un des cinq départements d'un camp de concentration nazi mis en place par l'Inspection des camps de concentration (IKL) pour faire fonctionner les camps. Avant-poste à la fois de la Gestapo et de la police criminelle.

## Contexte
Theodor Eicke est nommé par le Reichsführer-SS Heinrich Himmler pour établir un système de gestion des camps de concentration,. Eicke rédige des règlements pour les gardes et pour les prisonniers et a installé cinq départements pour superviser le camp.
Les cinq départements sont :
Abteilung I : quartier général du commandement
Abteilung II : département politique
Abteilung III : camp de détention préventive
Abteilung IV : administration générale
Abteilung V : unité médicale
À partir de l'été 1936, le Politische Abteilung est une partie obligatoire de la structure de commandement du camp de concentration. Contrairement aux autres départements, il ne relève pas de l'Inspection des camps de concentration, mais plutôt du bureau local de la Gestapo ou, après septembre 1939, de l'Amt IV du Bureau principal de la sécurité du Reich (RSHA). Le chef de département et son adjoint sont généralement des officiers de la Gestapo ou de la Kripo, ou sont membres du Sicherheitsdienst (SD). Les autres employés du département sont des membres de la Waffen-SS.

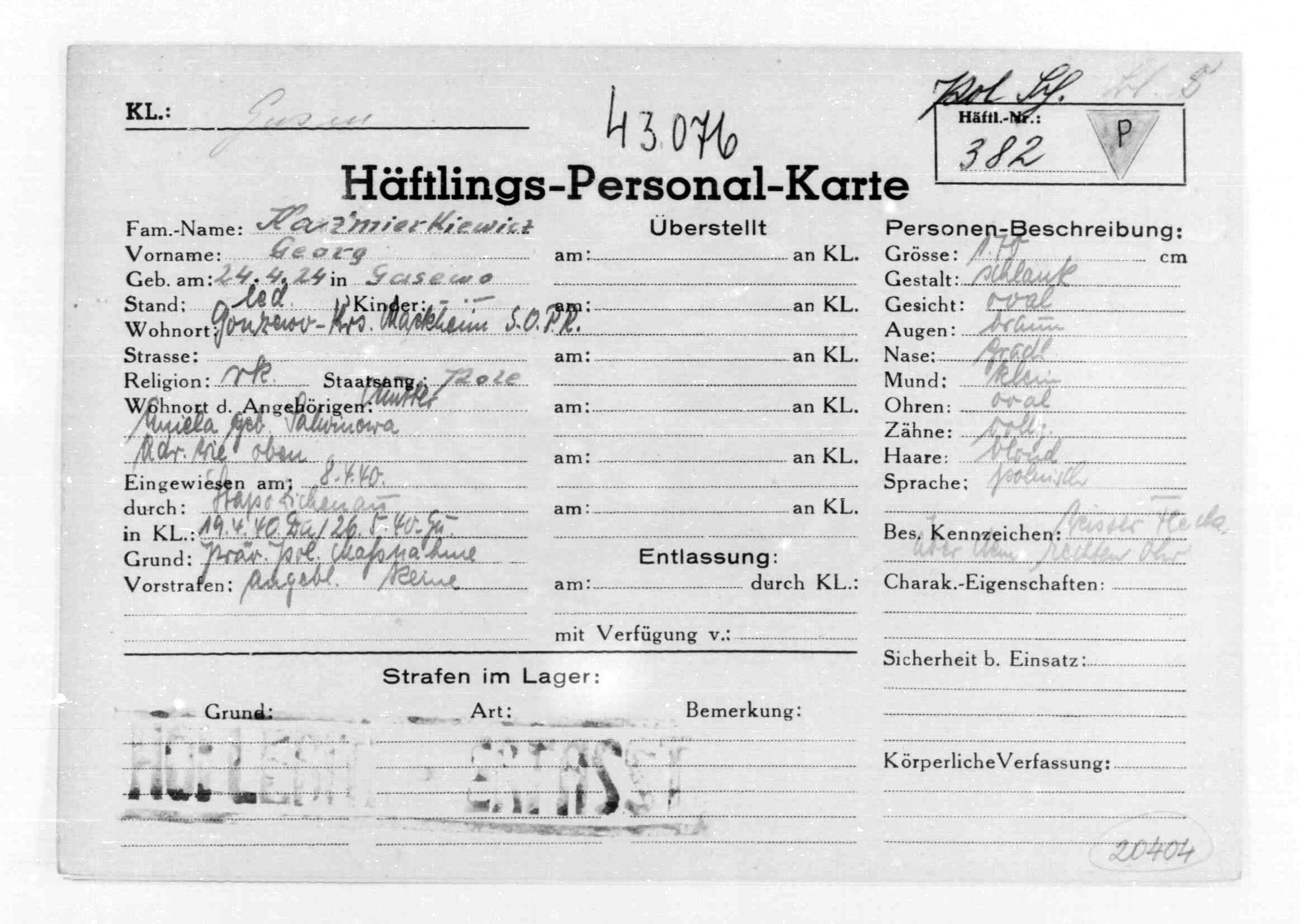
Dossier de prisonnier avec note sur les sanctions au camp de concentration

## Responsabilités
Le Politische Abteilung était subdivisé en cinq ou six autres départements, qui s'occupaient de tâches spécifiques. À Auschwitz, par exemple, le Politische Abteilung comprenait :
- Pièces d'identité
- Enquêtes
- Interrogatoires
- Service de renseignements
- Surveillance
- Registraire du camp (parfois en collaboration avec la supervision du crématorium)

L'officier d'état civil du camp s'occupait de l'enregistrement des prisonniers lors de leur admission et de leur sortie, que ce soit par libération, transfert, évasion ou décès. Des dossiers de détenus ont été créés, des photos de portraits ont été prises, une description physique a été notée, de brefs détails sur la vie du prisonnier et des empreintes digitales ont été classés.
Le Politische Abteilung s'est également occupé du travail de police des camps, divisant à nouveau ce travail en subdivisions spécifiques. Le service de surveillance préparait les papiers d'identité des prisonniers, un autre s'occupait des enquêtes et des interrogatoires et un troisième s'occupait de la surveillance des prisonniers. Cela comprenait la lutte contre les groupes de résistance clandestins des camps, la prévention des évasions. Le département était connu pour ses interrogatoires durs, ses tortures et ses exécutions et les membres SS de ce département étaient craints par les prisonniers.
Le département a également traité la correspondance avec la Gestapo, la Kripo et le RSHA. Pour un prisonnier, le département politique pouvait signifier, dans le monde sinistre d'un camp de concentration, un lieu de travail relativement agréable, ou cela pouvait signifier la torture et l'exécution.